# Campionato Italiano Gran Turismo 2015
Il Campionato Italiano Gran Turismo 2015 è la tredicesima edizione del Campionato Italiano Gran Turismo (in inglese: Italian GT Championship).

## Calendario[1]
| Round | Circuito                                                        | Data         |
| ----- | --------------------------------------------------------------- | ------------ |
| 1     | Autodromo di Vallelunga, Campagnano di Roma, Italia             | 3 Maggio     |
| 2     | Autodromo Nazionale Monza, Monza, Italia                        | 31 Maggio    |
| 3     | Autodromo Enzo e Dino Ferrari, Imola, Italia                    | 28 Giugno    |
| 4     | Autodromo internazionale del Mugello, Scarperia, Italia         | 12 Luglio    |
| 5     | Autodromo di Vallelunga, Campagnano di Roma, Italia             | 13 Settembre |
| 6     | Misano World Circuit Marco Simoncelli, Misano Adriatico, Italia | 27 Settembre |
| 7     | Autodromo internazionale del Mugello, Scarperia, Italia         | 18 Ottobre   |

## Entry List[2]
| Team                        | Vettura                                 | Motore                        | No. | Pilota                | Round     |
| GT3                         | GT3                                     | GT3                           | GT3 | GT3                   | GT3       |
| --------------------------- | --------------------------------------- | ----------------------------- | --- | --------------------- | --------- |
| Scuderia Baldini 27 Network | Ferrari 458 Italia GT3                  | Ferrari F142 4.5 L V8         | 27  | Stefano Gattuso       | Tutti     |
| Scuderia Baldini 27 Network | Ferrari 458 Italia GT3                  | Ferrari F142 4.5 L V8         | 27  | Lorenzo Casè          | 1-5       |
| Scuderia Baldini 27 Network | Ferrari 458 Italia GT3                  | Ferrari F142 4.5 L V8         | 27  | Matteo Malucelli      | 6-7       |
| Scuderia Baldini 27 Network | Ferrari 458 Italia GT3                  | Ferrari F142 4.5 L V8         | 1   | Lorenzo Casè          | 6-7       |
| Scuderia Baldini 27 Network | Ferrari 458 Italia GT3                  | Ferrari F142 4.5 L V8         | 1   | Raffaele Giammaria    | 6         |
| Scuderia Baldini 27 Network | Ferrari 458 Italia GT3                  | Ferrari F142 4.5 L V8         | 1   | Michele Rugolo        | 7         |
| Audi Sport Italia           | Audi R8 LMS ultra                       | Audi 5.2 L V10                | 6   | Dindo Capello         | Tutti     |
| Audi Sport Italia           | Audi R8 LMS ultra                       | Audi 5.2 L V10                | 6   | Emanuele Zonzini      | Tutti     |
| Audi Sport Italia           | Audi R8 LMS ultra                       | Audi 5.2 L V10                | 7   | Marco Mapelli         | Tutti     |
| Audi Sport Italia           | Audi R8 LMS ultra                       | Audi 5.2 L V10                | 7   | Andrea Amici          | Tutti     |
| MP1 Corse                   | Ferrari 458 Italia GT3                  | Ferrari F142 4.5 L V8         | 9   | Max Mugelli           | Tutti     |
| MP1 Corse                   | Ferrari 458 Italia GT3                  | Ferrari F142 4.5 L V8         | 9   | Daniele Di Amato      | Tutti     |
| BMS Scuderia Italia         | Ferrari 458 Italia GT3                  | Ferrari F142 4.5 L V8         | 77  | Mirko Venturi         | 1, 3-4, 6 |
| BMS Scuderia Italia         | Ferrari 458 Italia GT3                  | Ferrari F142 4.5 L V8         | 77  | Luigi Lucchini        | 1, 3-4, 6 |
| Easy Race                   | Ferrari 458 Italia GT3                  | Ferrari F142 4.5 L V8         | 11  | Luigi Ferrara         | Tutti     |
| Easy Race                   | Ferrari 458 Italia GT3                  | Ferrari F142 4.5 L V8         | 11  | Marco Magli           | Tutti     |
| AutOrlando                  | Porsche 911 GT3 R                       | Porsche 4.0 L Flat-6          | 24  | Joël Camathias        | Tutti     |
| AutOrlando                  | Porsche 911 GT3 R                       | Porsche 4.0 L Flat-6          | 24  | Mauro Calamia         | Tutti     |
| AutOrlando                  | Porsche 911 GT3 R                       | Porsche 4.0 L Flat-6          | 25  | Emanuele Romani       | 4-6       |
| AutOrlando                  | Porsche 911 GT3 R                       | Porsche 4.0 L Flat-6          | 25  | Mauro Deodati         | 4-6       |
| Imperiale Racing            | (Reiter) Lamborghini Gallardo GT3 FL II | Lamborghini 07L1 5.2 L V10    | 54  | Fabio Babini          | 1-4       |
| Imperiale Racing            | (Reiter) Lamborghini Gallardo GT3 FL II | Lamborghini 07L1 5.2 L V10    | 54  | Andrea Ceccato        | 1-4       |
| Imperiale Racing            | (Reiter) Lamborghini Gallardo GT3 FL II | Lamborghini 07L1 5.2 L V10    | 54  | Andrea Palma          | 5-6       |
| Imperiale Racing            | (Reiter) Lamborghini Gallardo GT3 FL II | Lamborghini 07L1 5.2 L V10    | 54  | Ferdinando Monfardini | 5-6       |
| Imperiale Racing            | (Reiter) Lamborghini Gallardo GT3 FL II | Lamborghini 07L1 5.2 L V10    | 54  | Alberto Viberti       | 7         |
| Imperiale Racing            | (Reiter) Lamborghini Gallardo GT3 FL II | Lamborghini 07L1 5.2 L V10    | 54  | Giovanni Venturini    | 7         |
| Imperiale Racing            | (Reiter) Lamborghini Gallardo GT3 FL II | Lamborghini 07L1 5.2 L V10    | 63  | Mirko Bortolotti      | Tutti     |
| Imperiale Racing            | (Reiter) Lamborghini Gallardo GT3 FL II | Lamborghini 07L1 5.2 L V10    | 63  | Alberto Viberti       | 1-6       |
| Imperiale Racing            | (Reiter) Lamborghini Gallardo GT3 FL II | Lamborghini 07L1 5.2 L V10    | 63  | Adrian Zaugg          | 7         |
| Imperiale Racing            | (Reiter) Lamborghini Gallardo GT3 FL II | Lamborghini 07L1 5.2 L V10    | 61  | Andrea Palma          | 7         |
| Imperiale Racing            | (Reiter) Lamborghini Gallardo GT3 FL II | Lamborghini 07L1 5.2 L V10    | 61  | Giacomo Barri         | 7         |
| Ebimotors                   | Porsche 911 GT3 R                       | Porsche 4.0 L Flat-6          | 44  | Vito Postiglione      | Tutti     |
| Ebimotors                   | Porsche 911 GT3 R                       | Porsche 4.0 L Flat-6          | 44  | Vincenzo Donativi     | Tutti     |
| Team Malucelli              | Ferrari 458 Italia GT3                  | Ferrari F142 4.5 L V8         | 58  | Marco Galassi         | Tutti     |
| Team Malucelli              | Ferrari 458 Italia GT3                  | Ferrari F142 4.5 L V8         | 58  | Giosuè Rizzuto        | Tutti     |
| Team Malucelli              | Ferrari 458 Italia GT3                  | Ferrari F142 4.5 L V8         | 59  | Stefano Gai           | 1-4       |
| Team Malucelli              | Ferrari 458 Italia GT3                  | Ferrari F142 4.5 L V8         | 59  | Lorenzo Bontempelli   | 1-3       |
| Team Malucelli              | Ferrari 458 Italia GT3                  | Ferrari F142 4.5 L V8         | 59  | Gergory Romanelli     | 4         |
| Krypton Motorsport          | Porsche 911 GT3 R                       | Porsche 4.0 L Flat-6          | 16  | Stefano Pezzucchi     | 2-4       |
| Krypton Motorsport          | Porsche 911 GT3 R                       | Porsche 4.0 L Flat-6          | 16  | Emanuele Romani       | 2-3       |
| Krypton Motorsport          | Porsche 911 GT3 R                       | Porsche 4.0 L Flat-6          | 16  | Davide Roda           | 4         |
| Sports and You              | Mercedes-Benz SLS AMG GT3               | Mercedes-Benz M159 6.2 L V8   | 26  | Francisco Mora        | 1-4       |
| Sports and You              | Mercedes-Benz SLS AMG GT3               | Mercedes-Benz M159 6.2 L V8   | 26  | Aldan Wright          | 1-4       |
| Sports and You              | Mercedes-Benz SLS AMG GT3               | Mercedes-Benz M159 6.2 L V8   | 99  | Antonio Coimbra       | 3         |
| Sports and You              | Mercedes-Benz SLS AMG GT3               | Mercedes-Benz M159 6.2 L V8   | 99  | Luis Silva            | 3         |
| Ombra Racing                | Ferrari 458 Italia GT3                  | Ferrari F142 4.5 L V8         | 12  | Alex Frassineti       | Tutti     |
| Ombra Racing                | Ferrari 458 Italia GT3                  | Ferrari F142 4.5 L V8         | 12  | Matteo Beretta        | Tutti     |
| Ombra Racing                | Ferrari 458 Italia GT3                  | Ferrari F142 4.5 L V8         | 46  | Giuseppe Cipriani     | 2-4       |
| Ombra Racing                | Ferrari 458 Italia GT3                  | Ferrari F142 4.5 L V8         | 46  | Felice Tedeschi       | 2-4       |
| Ombra Racing                | Ferrari 458 Italia GT3                  | Ferrari F142 4.5 L V8         | 46  | Stefano Gai           | x, 7      |
| Ombra Racing                | Ferrari 458 Italia GT3                  | Ferrari F142 4.5 L V8         | 46  | Daniele Di Amato      | x, 7      |
| ROAL Motorsport             | BMW E89 Z4 GT3                          | BMW 4.4 L V8                  | 5   | Stefano Comandini     | Tutti     |
| ROAL Motorsport             | BMW E89 Z4 GT3                          | BMW 4.4 L V8                  | 5   | Andrea Gagliardini    | Tutti     |
| ROAL Motorsport             | BMW E89 Z4 GT3                          | BMW 4.4 L V8                  | 8   | Luca Rangoni          | 1         |
| ROAL Motorsport             | BMW E89 Z4 GT3                          | BMW 4.4 L V8                  | 8   | Daniele Mulacchè      | 1         |
| ROAL Motorsport             | BMW E89 Z4 GT3                          | BMW 4.4 L V8                  | 14  | Michela Cerruti       | 2         |
| Scuderia Villorba Corse     | Ferrari 458 Italia GT3                  | Ferrari F142 4.5 L V8         | 88  | Giovanni Berton       | Tutti     |
| Scuderia Villorba Corse     | Ferrari 458 Italia GT3                  | Ferrari F142 4.5 L V8         | 88  | Niccolò Schirò        | Tutti     |
| Scuderia Villorba Corse     | Ferrari 458 Italia GT3                  | Ferrari F142 4.5 L V8         | 8   | Giuseppe Cipriani     | 5         |
| Solaris Motorsport          | (Callaway) Corvette Z06.R GT3           | Chevrolet LS7 7.0 L V8        | 22  | Francesco Sini        | Tutti     |
| Solaris Motorsport          | (Callaway) Corvette Z06.R GT3           | Chevrolet LS7 7.0 L V8        | 22  | Marcello Puglisi      | 3-6       |
| Solaris Motorsport          | (Callaway) Corvette Z06.R GT3           | Chevrolet LS7 7.0 L V8        | 22  | Daniel Keilwitz       | 2         |
| Solaris Motorsport          | (Callaway) Corvette Z06.R GT3           | Chevrolet LS7 7.0 L V8        | 22  | Stefano Costantini    | 1         |
| Racing Studios              | McLaren MP4-12C GT3                     | McLaren Nissan M838T 3.8 L V8 | 23  | Daniel Mancinelli     | 1-3       |
| Racing Studios              | McLaren MP4-12C GT3                     | McLaren Nissan M838T 3.8 L V8 | 23  | Ferdinando Geri       | 1-3       |
| Racing Studios              | McLaren MP4-12C GT3                     | McLaren Nissan M838T 3.8 L V8 | 3   | Thomas Biagi          | 1-4       |
| Racing Studios              | McLaren MP4-12C GT3                     | McLaren Nissan M838T 3.8 L V8 | 3   | Filippo Francioni     | 1-4       |
| Racing Studios              | Porsche 911 GT3 R                       | Porsche 4.0 L Flat-6          | 3   | Thomas Biagi          | 5-7       |
| Racing Studios              | Porsche 911 GT3 R                       | Porsche 4.0 L Flat-6          | 3   | Stefano Pezzucchi     | 5-7       |
| AF Corse                    | Ferrari 458 Italia GT3                  | Ferrari F142 4.5 L V8         | 51  | Michele Rugolo        | 3         |
| AF Corse                    | Ferrari 458 Italia GT3                  | Ferrari F142 4.5 L V8         | 51  | Pasin Lathouras       | 3         |
| Herbert Motorsport          | Porsche 911 GT3 R                       | Porsche 4.0 L Flat-6          | 81  | Klaus Bachler         | 7         |
| Herbert Motorsport          | Porsche 911 GT3 R                       | Porsche 4.0 L Flat-6          | 81  | Felix Wimmer          | 7         |
| CARS ENGYNEERING            | (Reiter) Lamborghini Gallardo GT3 FL II | Lamborghini 07L1 5.2 L V10    | 69  | Ferdinando Monfardini | 7         |
| CARS ENGYNEERING            | (Reiter) Lamborghini Gallardo GT3 FL II | Lamborghini 07L1 5.2 L V10    | 69  | Marco Frezzo          | 7         |

## Classifiche
Punteggi
| Posizione | 1° | 2° | 3° | 4° | 5° | 6° | 7° | 8° | 9° | 10° |
| Punti     | 20 | 15 | 12 | 8  | 7  | 5  | 4  | 3  | 2  | 1   |

### Piloti

#### GT3
| Pos. | Driver | Team | VAL | VAL | MON | MON | IMO | IMO | MUG | MUG | VAL | VAL | MIS | MIS | MUG | MUG | Punti |
| Pos. | Driver | Team | G1  | G2  | G1  | G2  | G1  | G2  | G1  | G2  | G1  | G2  | G1  | G2  | G1  | G2  | Punti |
| ---- | ------ | ---- | --- | --- | --- | --- | --- | --- | --- | --- | --- | --- | --- | --- | --- | --- | ----- |

| Colore  | Risultato             |
| ------- | --------------------- |
| Oro     | Vincitore             |
| Argento | 2º posto              |
| Bronzo  | 3º posto              |
| Verde   | Finito a punti        |
| Blu     | Finito senza punti    |
| Viola   | Ritirato (Rit)        |
| Viola   | Non classificato (NC) |
| Rosso   | Non qualificato (NQ)  |
| Nero    | Squalificato (SQ)     |
| Bianco  | Non partito (NP)      |
| Bianco  | Non ha gareggiato     |
| Bianco  | Infortunato (INF)     |
| Bianco  | Escluso (ES)          |
| Bianco  | Gara cancellata (C)   |

### Team

#### GT3
| 1Pos. | Team                        | N. | Car                                     | VAL | VAL | MON | MON | IMO | IMO | MUG | MUG | VAL | VAL | MIS | MIS | MUG | MUG | Punti | Validi |
| 1Pos. | Team                        | N. | Car                                     | G1  | G2  | G1  | G2  | G1  | G2  | G1  | G2  | G1  | G2  | G1  | G2  | G1  | G2  | Punti | Validi |
| ----- | --------------------------- | -- | --------------------------------------- | --- | --- | --- | --- | --- | --- | --- | --- | --- | --- | --- | --- | --- | --- | ----- | ------ |
| 1     | Scuderia Baldini 27 Network | 27 | Ferrari 458 Italia GT3                  | 4   | 1   | 9   | 3   | 3   | 7   | 5   | 6   | 2   | 15  | 1   | 6   | Rit | 1   | 130   | 130    |
| 2     | Audi Sport Italia           | 7  | Audi R8 LMS ultra                       | 5   | 5   | 5   | Rit | NP  | 3   | 7   | 2   | 4   | 16  | 10  | 1   | 1   | 2   | 116   | 116    |
| 3     | Imperiale Racing            | 63 | (Reiter) Lamborghini Gallardo GT3 FL II | 3   | 7   | 1   | 1   | 17  | 10  | Rit | 7   | 1   | 3   | Rit | 4   | 3   | Rit | 113   | 113    |
| 4     | Scuderia Villorba Corse     | 88 | Ferrari 458 Italia GT3                  | 2   | 3   | 13  | 2   | 4   | 2   | 13  | 12  | 3   | 2   | 13  | 2   | 7   | 9   | 113   | 113    |
| 5     | Ombra Racing                | 12 | Ferrari 458 Italia GT3                  | 1   | 9   | 6   | Rit | 1   | 16  | 3   | 3   | 6   | 1   | 5   | 9   | 12  | 15  | 105   | 105    |
| 6     | Ebimotors                   | 44 | Porsche 911 GT3 R                       | 6   | 4   | 3   | 7   | 6   | 5   | 1   | 9   | 8   | 5   | 4   | Rit | 2   | 10  | 97    | 96     |
| 7     | Audi Sport Italia           | 6  | Audi R8 LMS ultra                       | 11  | 8   | 8   | 6   | 2   | 8   | 2   | 4   | 7   | 6   | 2   | 16  | 6   | 3   | 93    | 93     |
| 8     | ROAL Motorsport             | 5  | BMW E89 Z4 GT3                          | ?   | ?   | ?   | ?   | 7   | 19  | Rit | 1   | Rit | 4   | Rit | 8   | 4   | 7   | 47    | 47     |
| 9     | BMS Scuderia Italia         | 77 | Ferrari 458 Italia GT3                  | 7   | 2   |     |     | 11  | 1   | NP  | NP  |     |     | Rit | 7   |     |     | 43    | 43     |
| 10    | MP1 Corse                   | 9  | Ferrari 458 Italia GT3                  | 8   | 10  | NP  | NP  | 18  | 9   | 11  | 8   | 5   | 12  | 7   | 3   | 8   | 14  | 35    | 35     |
| 11    | AutOrlando                  | 24 | Porsche 911 GT3 R                       | ?   | ?   | 7   | 5   | 5   | Rit | 6   | 15  | 9   | 14  | 11  | 12  | 9   | 12  | 27    | 27     |
| 12    | Solaris Motorsport          | 22 | (Callaway) Corvette Z06.R GT3           | ?   | ?   | 2   | 8   | Rit | 21  | 12  | Rit | 13  | 9   | 9   | 13  |     |     | 22    | 22     |
| 13    | Scuderia Baldini 27 Network | 1  | Ferrari 458 Italia GT3                  |     |     |     |     |     |     |     |     |     |     | 3   | 5   | 17  | 8   | 22    | 22     |
| 14    | Team Malucelli              | 59 | Ferrari 458 Italia GT3                  | 10  | 6   | 4   | 15  | 9   | 12  | 16  | 10  |     |     |     |     |     |     | 18    | 18     |
| 15    | Ombra Racing                | 46 | Ferrari 458 Italia GT3                  |     |     | ?   | ?   | ?   | ?   | 9   | Rit |     |     | 6   | 10  | 5   | 6   | 18    | 18     |
| 16    | Racing Studios              | 3  | McLaren MP4-12C GT3                     | ?   | ?   | ?   | ?   | ?   | 4   | 8   | 14  |     |     |     |     |     |     | 17    | 17     |
| 16    | Racing Studios              | 3  | Porsche 911 GT3 R                       |     |     |     |     |     |     |     |     | Rit | 8   | 8   | 11  | 14  | Rit | 17    | 17     |
| 16    | Sports And You              | 26 | Mercedes                                | ?   | ?   | ?   | ?   | ?   | ?   | 4   | 5   |     |     |     |     |     |     | 15    | 15     |
| 17    | Easy Race                   | 11 | Ferrari 458 Italia GT3                  | ?   | ?   | 10  | 4   | 13  | 15  | Rit | Rit | 10  | 7   | 15  | 14  | 11  | 13  | 14    | 14     |
| 18    | Imperiale Racing            | 54 | (Reiter) Lamborghini Gallardo GT3 FL II | 9   | Rit | 17  | 16  | 10  | 14  | 10  | 16  | 14  | 10  | 14  | Rit | 10  | 4   | 14    | 14     |
| 2x    | Racing Studios              | 23 | McLaren MP4-12C GT3                     | ?   | ?   | ?   | ?   | ?   | 6   |     |     |     |     |     |     |     |     | 5     | 5      |
| 2x    | AF Corse                    | 51 | Ferrari 458 Italia GT3                  |     |     |     |     | 8   | 13  |     |     |     |     |     |     |     |     | 3     | 3      |
| 2x    | ROAL Motorsport             | 14 | BMW E89 Z4 GT3                          |     |     | 11  | 9   |     |     |     |     |     |     |     |     |     |     | 2     | 2      |
| 2x    | Krypton Motorsport          | 16 | Porsche 911 GT3 R                       |     |     | 18  | 10  | 12  | 11  | Rit | 11  |     |     |     |     |     |     | 1     | 1      |

| Colore  | Risultato             |
| ------- | --------------------- |
| Oro     | Vincitore             |
| Argento | 2º posto              |
| Bronzo  | 3º posto              |
| Verde   | Finito a punti        |
| Blu     | Finito senza punti    |
| Viola   | Ritirato (Rit)        |
| Viola   | Non classificato (NC) |
| Rosso   | Non qualificato (NQ)  |
| Nero    | Squalificato (SQ)     |
| Bianco  | Non partito (NP)      |
| Bianco  | Non ha gareggiato     |
| Bianco  | Infortunato (INF)     |
| Bianco  | Escluso (ES)          |
| Bianco  | Gara cancellata (C)   |

### Costruttori

#### GT3
| Pos. | Costruttore          | VAL | VAL | MON | MON | IMO | IMO | MUG | MUG | VAL | VAL | MIS | MIS | MUG | MUG | Punti |
| Pos. | Costruttore          | G1  | G2  | G1  | G2  | G1  | G2  | G1  | G2  | G1  | G2  | G1  | G2  | G1  | G2  | Punti |
| ---- | -------------------- | --- | --- | --- | --- | --- | --- | --- | --- | --- | --- | --- | --- | --- | --- | ----- |
| 1    | Ferrari              | 1   | 1   | 4   | 2   | 1   | 1   | 3   | 3   | 2   | 1   |     |     |     |     | 162   |
| 2    | (Reiter) Lamborghini | 3   | 7   | 1   | 1   | 10  | 10  | 10  | 7   | 1   | 3   |     |     |     |     | 124   |
| 3    | Audi                 | 5   | 5   | 5   | 6   | 2   | 3   | 2   | 2   | 4   | 6   |     |     |     |     | 118   |
| 4    | Porsche              | 6   | 4   | 3   | 5   | 5   | 5   | 1   | 9   | 8   | 5   |     |     |     |     | 108   |
| 5    | BMW                  | 13  | 13  | 11  | 9   | 7   | 19  | Rit | 1   | Rit | 4   |     |     |     |     | 69    |
| 6    | (Callaway) Chevrolet | 14  | 14  | 2   | 8   | Rit | 21  | 12  | Rit | 13  | 9   |     |     |     |     | 43    |
| 7    | McLaren              | 15  | Rit | 12  | 11  | 14  | 4   | 8   | 14  |     |     |     |     |     |     | 40    |
| 8    | Mercedes             | Rit | 11  | 20  | Rit | 19  | 20  | 4   | 5   |     |     |     |     |     |     | 33    |